# Twin Melody
Twin Melody è un duo musicale spagnolo formato nel 2012 dalle sorelle gemelle Aitana e Paula Etxeberria, originarie di Ordizia nei Paesi Baschi.

## Storia
Aitana e Paula Etxeberria, classe 1997, hanno iniziato a lavorare insieme all'età di 15 anni, postando cover su YouTube. Sono state scoperte dalla Sony Music Entertainment Spain, con cui nel 2018 hanno pubblicato l'album di debutto Twin Melody. Il disco ha raggiunto la 43ª posizione della classifica spagnola. Negli anni successivi il duo ha ottenuto grande popolarità sulla piattaforma social TikTok.
Nell'ottobre 2022 è stata annunciata la loro partecipazione al Benidorm Fest 2023, festival che ha decretato il rappresentante spagnolo all'annuale Eurovision Song Contest, dove hanno presentato l'inedito Sayonara senza riuscire a qualificarsi per la finale.

## Discografia

### Album in studio
- 2018 – Twin Melody

### Singoli
- 2015 – It Was Beautiful
- 2017 – If I Want You/Siempre eras tú
- 2018 – We Are
- 2018 – Fondo de pantalla (con i CD9)
- 2020 – Alguien como tú (con Izan Llunas)
- 2021 – No soy tuya (con Victor Pérez)
- 2021 – Contigo no es tarde
- 2021 – Roast Yourself 2 (Soy más fuerte)
- 2022 – Ciao (con Emma Muscat)
- 2022 – Mi realidad (feat. Rayco)
- 2022 – Sayonara